# Zhujiazhuang (köpinghuvudort i Kina, Shaanxi, lat 34,47, long 107,78)
Zhujiazhuang är en köpinghuvudort i Kina. Den ligger i provinsen Shaanxi, i den nordvästra delen av landet, omkring 110 kilometer väster om provinshuvudstaden Xi'an. Antalet invånare är 21 778. Befolkningen består av 10 702 kvinnor och 11 076 män. Barn under 15 år utgör 13,0 %, vuxna 15-64 år 76 %, och äldre över 65 år 9,0 %.
Runt Zhujiazhuang är det tätbefolkat, med 570 invånare per kvadratkilometer. Närmaste större samhälle är Fufeng, 15,0 km sydost om Zhujiazhuang. Trakten runt Zhujiazhuang består till största delen av jordbruksmark.
Genomsnittlig årsnederbörd är 730 millimeter. Den regnigaste månaden är september, med i genomsnitt 159 mm nederbörd, och den torraste är december, med 2 mm nederbörd.